# Gand-Wevelgem
Cet article concerne la course masculine. Pour la course féminine, voir Gand-Wevelgem féminin.
Gand-Wevelgem, officiellement Gent-Wevelgem in Flanders Fields, est une course cycliste d'un jour qui se déroule fin mars en Flandre en Belgique, le dernier dimanche avant le Tour des Flandres.
Bien que l'événement soit souvent considéré une classique pour sprinteurs en raison de son parcours plat, sa position de début de saison signifie que les coureurs sont souvent confrontés à des conditions caractéristiques des classiques flandriennes avec du vent et de la pluie, ainsi que plusieurs ascensions, dont le mont Kemmel, une côte pavée réputée pour sa dangerosité, escaladée à plusieurs reprises pendant l'épreuve. En conséquence, peu d'éditions de Gand-Wevelgem se finissent réellement par un sprint massif.
En 2005, la course intègre l'édition l'inaugurale de l'UCI ProTour et en 2011 son successeur, l'UCI World Tour. Depuis 2011, elle est organisée par Flanders Classics, qui organise également le Tour des Flandres. À partir de 2012, une épreuve féminine a lieu le même jour que la course masculine.
Les détenteurs de record de succès avec trois victoires sont les Belges Robert Van Eenaeme, Rik Van Looy, Eddy Merckx et Tom Boonen, l'Italien Mario Cipollini, le Slovaque Peter Sagan et le Danois Mads Pedersen. Ce dernier détient également le record du nombre de podiums sur cette course (6). Robert Van Eenaeme a obtenu deux de ses trois succès à l'époque où la course était disputée par des coureurs de catégorie indépendants.

## Histoire

### Une course pour les amateurs

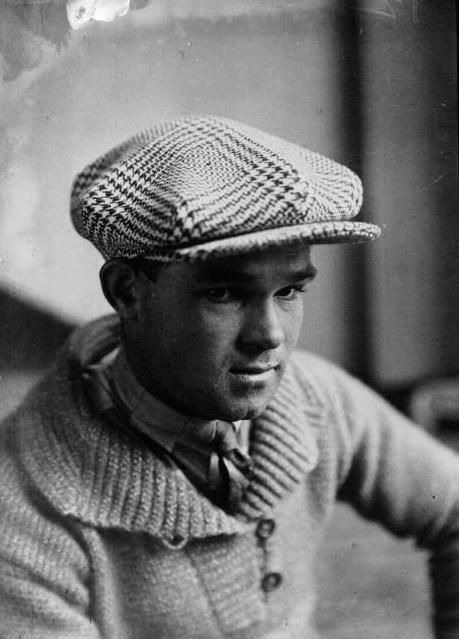
La course est créée en l'honneur de Gaston Rebry, bien qu'il n'ait jamais participé.

La course Gand-Wevelgem est créée en 1934 et dirigée à l'origine par le journal Gazet van Antwerpen. La ville d'arrivée de Wevelgem est choisie parce qu'elle est la ville natale du premier propriétaire de l'événement, le fabricant de textile local Georges Matthys. Son origine est un hommage à Gaston Rebry, originaire de Wevelgem, qui est l'une des stars du cyclisme en Belgique dans les années 1930.
La première édition a eu lieu le 9 septembre 1934 en tant que course amateur sur un parcours plat de 120 km. Les participants sont uniquement belges et elle remportée par Gustave Van Belle. La deuxième édition, en 1935, traverse les Ardennes flamandes et passe par le Kwaremont, le mont de l'Enclus, le Tiegemberg. Ces deux premières éditions sont réservées aux coureurs d'une catégorie dite « junior », correspondant aux actuels « élites sans contrat ».

### Une classique de printemps
En 1936, la distance de course est portée à 168 km. Jusqu'en 1939, la course est disputée par des coureurs de catégorie « indépendants ». De Gand, elle part directement à Courtrai puis effectue des tours de circuit en passant par le Lauwberg. L'épreuve connait ses seules interruptions pendant la Seconde Guerre mondiale, et est ensuite organisée à nouveau comme une course professionnelle en 1945. Gaston Rebry, alors président du club de vélo Het Vliegend Wiel, devient le nouveau directeur de la course. Robert Van Eenaeme est déclaré vainqueur de la première édition de l'après-guerre dix jours après la fin de la course, les officiels ayant eu besoin d'inspecter de près la photo-finish.
En 1947, Gent-Wevelgem est déplacé au printemps et gagne en prestige. L'organisateur Rebry parvient à faire venir les icônes du cyclisme italien Gino Bartali et Fausto Coppi, qui attirent un grand nombre de spectateurs sur la course. En 1954, le Suisse Rolf Graf devient le premier vainqueur non belge.
En 1957, la course devient une partie de l'éphémère Trophée des Flandres : le Circuit Het Volk et Gand-Wevelgem ont lieu le même week-end et sont l'occasion d'un prix commun, dans lequel Gent-Wevelgem est couru samedi et le Het Volk le dimanche. Dans les années 1960, la course acquiert un prestige international. Les légendes belges du cyclisme Rik Van Looy et Eddy Merckx remportent la course trois fois chacun. En 1962, Van Looy réalise un triplé inédit avec des victoires coup sur coup sur Gand-Wevelgem, le Tour des Flandres et Paris-Roubaix. Le vainqueur du Tour de France, Jacques Anquetil devient le premier vainqueur français en 1964.
La course est alors dans une recherche constante de son identité et chercher à se réinventer, comme en témoigne les changements de position dans le calendrier et un parcours instable d'un année sur l'autre. En 1973, la course est placée le mercredi entre le Tour des Flandres et Paris-Roubaix. En 1977, la distance est de 277 km, la plus longue édition de l'histoire, avec onze ascensions dans les Ardennes flamandes et une double ascension du mont Kemmel. L'édition, particulièrement difficile, est remportée par Bernard Hinault, vainqueur de son premier succès international.

### In Flanders Fields Classic

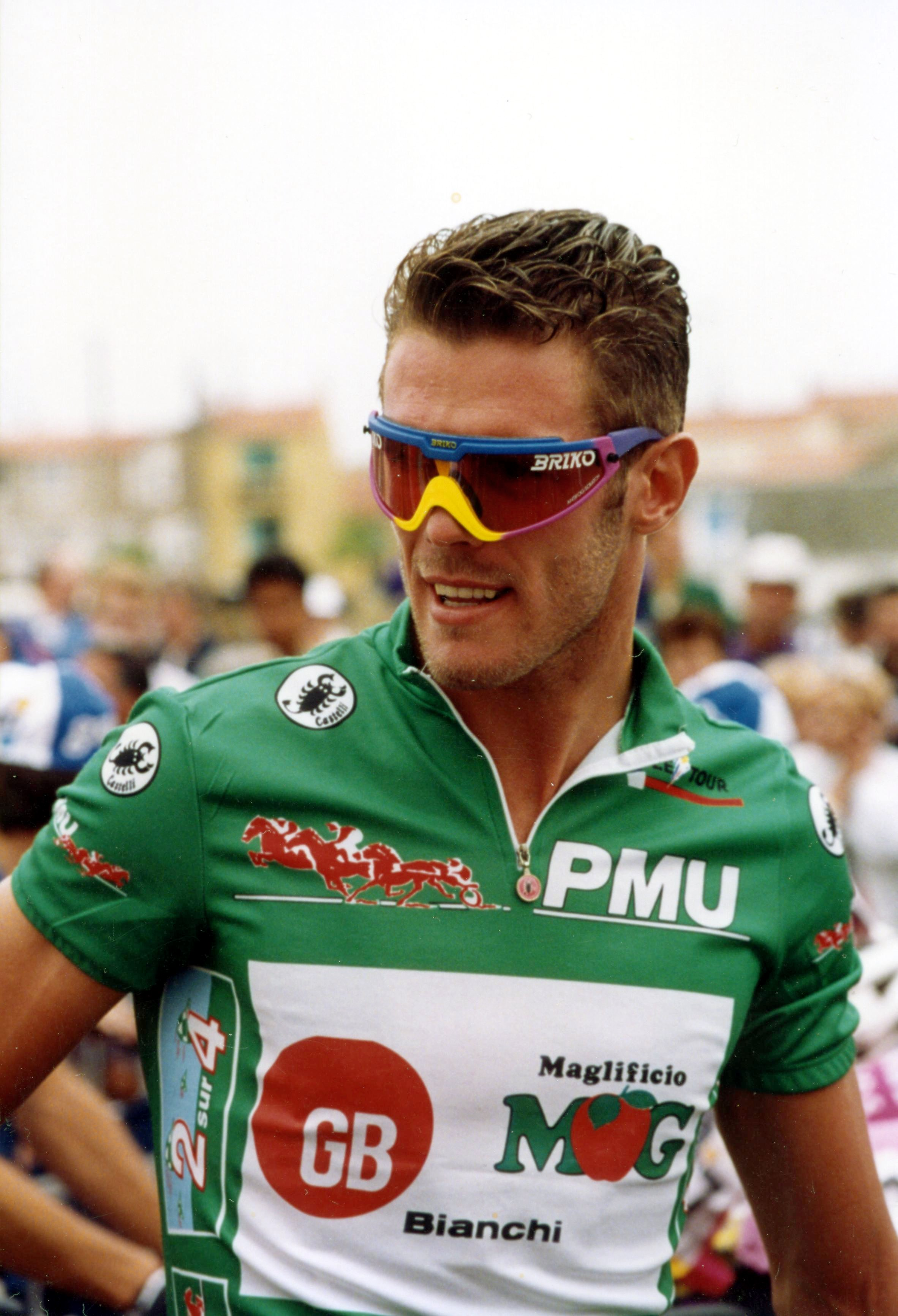
Le star du sprint, L'Italien Mario Cipollini est l'un des coureurs à s'être imposé à trois reprises.

Depuis les années 1980, la course s'est construit une réputation de classique des sprinteurs. La star italienne du sprint Mario Cipollini s'impose à trois reprises, dont une fois au sein d'une échappée,. D'autres routiers-sprinteurs, Sean Kelly, Guido Bontempi, Djamolidine Abdoujaparov et Tom Steels font partie du palmarès de la course.
En 2003, Gent-Wevelgem abandonne son lieu de départ originel de Gand et s'installe dans la banlieue de Deinze. Tom Boonen remporte sa première victoire dans une classique en 2004. Il égale le record de trois victoires lors d'une année 2012 où il réalise un quadruplé inédit sur les classiques flandriennes,,,. Entretemps, en 2005, la course intègre l'UCI ProTour, le plus haut niveau pour une course professionnelle.
Pendant plusieurs décennies, la course se déroule en milieu de semaine entre le Tour des Flandres et Paris-Roubaix. En 2011, la course fait partie de l'UCI World Tour et est à nouveau placée un dimanche, dans le week-end entre Milan-San Remo et le Tour des Flandres.
Depuis 2015, l'événement s'appelle officiellement Gent-Wevelgem-In Flanders Fields, d'après le célèbre poème de guerre de John McCrae. Les organisateurs souhaitent célébrer le 100e anniversaire de la Première Guerre mondiale, car la région du Westhoek était au cœur de la guerre et abrite plusieurs tombes de guerre du Commonwealth. L'édition est remportée par Luca Paolini, mais reste particulièrement mémorable, car elle s'est déroulée dans des conditions dantesques, avec des vents très forts,.
L'édition 2016 est marquée par la mort du coureur belge Antoine Demoitié, blessé mortellement lors d'une collision avec une moto,.
À partir de 2020, la ville de départ change, avec le remplacement de Deinze par Ypres pour une période de six ans. Cette dernière accueille déjà les courses féminines, espoirs et juniors. Cependant, l'édition 2020, initialement prévue en avril, est reportée au 11 octobre, en raison de la pandémie de maladie à coronavirus,.

## Parcours
Contrairement à la plupart des classiques flamandes disputées au printemps, qui se concentrent autour d'Audenarde et des monts ardennais, Gent-Wevelgem se déplace vers l'ouest en Flandre occidentale et dans le nord de la France et compte moins de côtes, ce qui la rend plus adaptée aux sprinteurs. Ces dernières années, la distance totale de la course est d'environ 250 kilomètres.

### Course actuelle

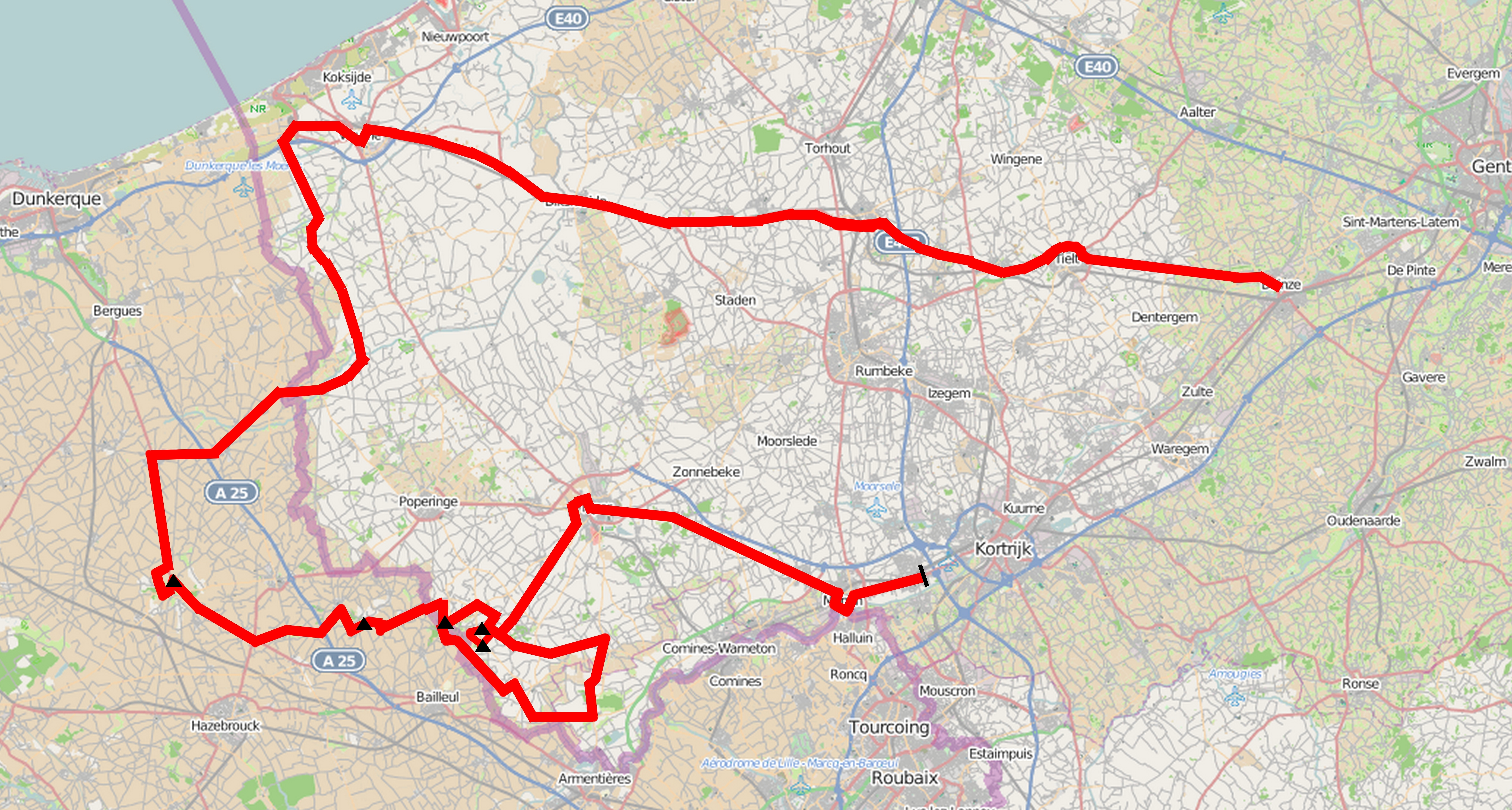
Carte de l'édition 2014 de Gand-Wevelgem.

De 2004 à 2019, la course commence à Deinze, en Flandre orientale, à 12 kilomètres au sud de Gand. Depuis 2020, le départ est donné à Ypres. L'itinéraire se dirige vers l'ouest, faisant face à 100 kilomètres à travers les plaines balayées par le vent de la Flandre occidentale, jusqu'au long de la côte de la mer du Nord avant de se diriger vers le département français du Nord,. Après 120 km, l'ascension pavée du Mont Cassel (Kasselberg) à Cassel est grimpée deux fois de façon très rapprochée. Après le Mont des Cats (Katsberg), la deuxième côte placée en France, la course revient en Belgique après 50 kilomètres sur les routes françaises et rentre dans la section clé de la course à Heuvelland.
La zone des monts, au sud de la Flandre occidentale, contient trois montées, le Baneberg, le Monteberg et le Mont Kemmel, à douze kilomètres l'une de l'autre. Cette succession d'ascensions est entrecoupée de descentes techniques le long des routes de campagne étroites, y compris la difficile descente du Kemmelberg. Le Kemmelberg est l'ascension la plus difficile et la plus emblématique de la course.
Après ces trois bergs, le parcours tourne en boucle et les coureurs franchissent une nouvelle fois la séquence de Baneberg-Monteberg-Kemmelberg, couvrant un total de neuf montées. Après le sommet de l'ultime ascension du Kemmelberg, à environ 35 kilomètres de l'arrivée, le parcours s'enchaîne invariablement sur un long parcours plat jusqu'à Wevelgem. L'arrivée se situe sur Vanackerestraat, l'avenue centrale de Wevelgem.

### Caractéristiques de la course
Les caractéristiques essentielles de Gand-Wevelgem sont restées les mêmes pendant des décennies. Les 100 premiers kilomètres à parcourir sont les premiers à faire des ravages dans le peloton. Les vents de travers et le temps souvent pluvieux sur ces routes plates et exposées à travers la plus grande plaine ouverte des Flandres entraînent une première sélection. Alors que les équipes tentent de protéger et de positionner leurs leaders dans cette partie de la course, les cassures et les bordures à ce stade voient fréquemment 40 à 60 coureurs distancés de la course.

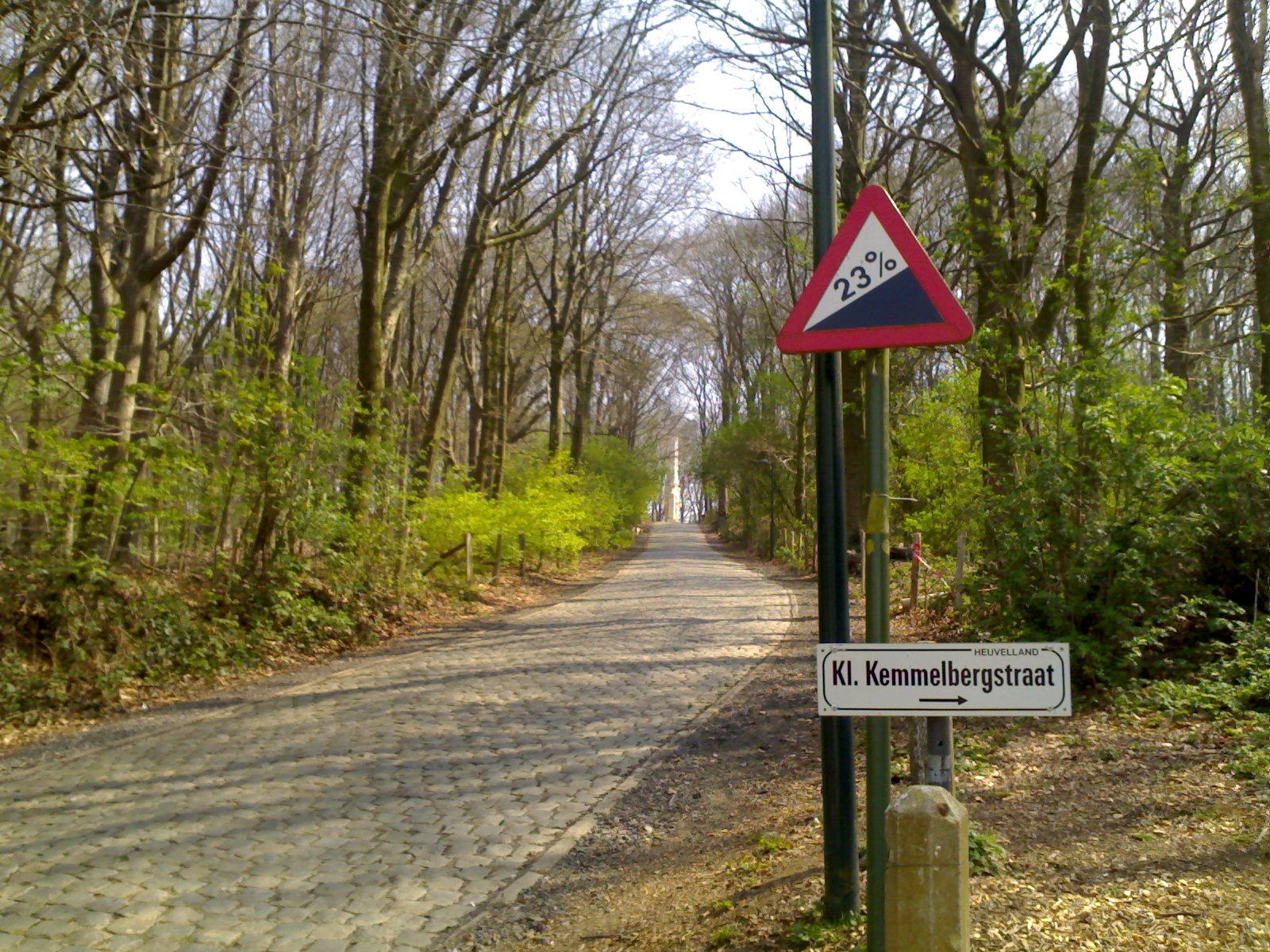
Le redoutable Mont Kemmel (Kemmelberg), grimpé pour la première fois en 1955 est la difficulté principale de la course. Les pentes les plus raides atteignent 23% près du sommet.

Par la suite, après des heures à travers les plaines flamandes et l'excursion occasionnelle dans le nord de la France, les coureurs approchent la zone des monts à Heuvelland, qui présente les ascensions les plus difficiles de la journée. Les côtes sont au cœur de l'action et généralement les sites où se forment les échappées. L'ascension la plus célèbre de la course est le Mont Kemmel, une route côtière entièrement pavée à Kemmel avec des dénivelés atteignant jusqu'à 23 %, mais également connue pour sa descente difficile et technique.
Le Mont Kemmel, le point culminant de la région, est l'ascension la plus difficile et la pièce maîtresse de la course. Nommé d'après Camulos, le dieu celte de la guerre, le sommet du Mont Kemmel se trouve au sommet d'une crête boisée qui fut le théâtre de la bataille de la Lys en avril 1918, au cours de laquelle plus de 200 000 soldats sont morts. La montée a été controversée dans le passé en raison de plusieurs accidents graves dans sa descente. En 2007, le coureur français Jimmy Casper chute lourdement, souffrant de nombreuses fractures faciales et autres,. En 2016, la montée est abordée par sa route la plus raide pour la première fois en plus de 20 ans,.
Après le Mont Kemmel, la bataille finale entre les échappées formées sur les bergs et le peloton se déroule sur des routes plates de 35 kilomètres jusqu'à l'arrivée. Malgré sa réputation de classique des sprinteurs, la nature du parcours permet fréquemment aux échappées de s'imposer.

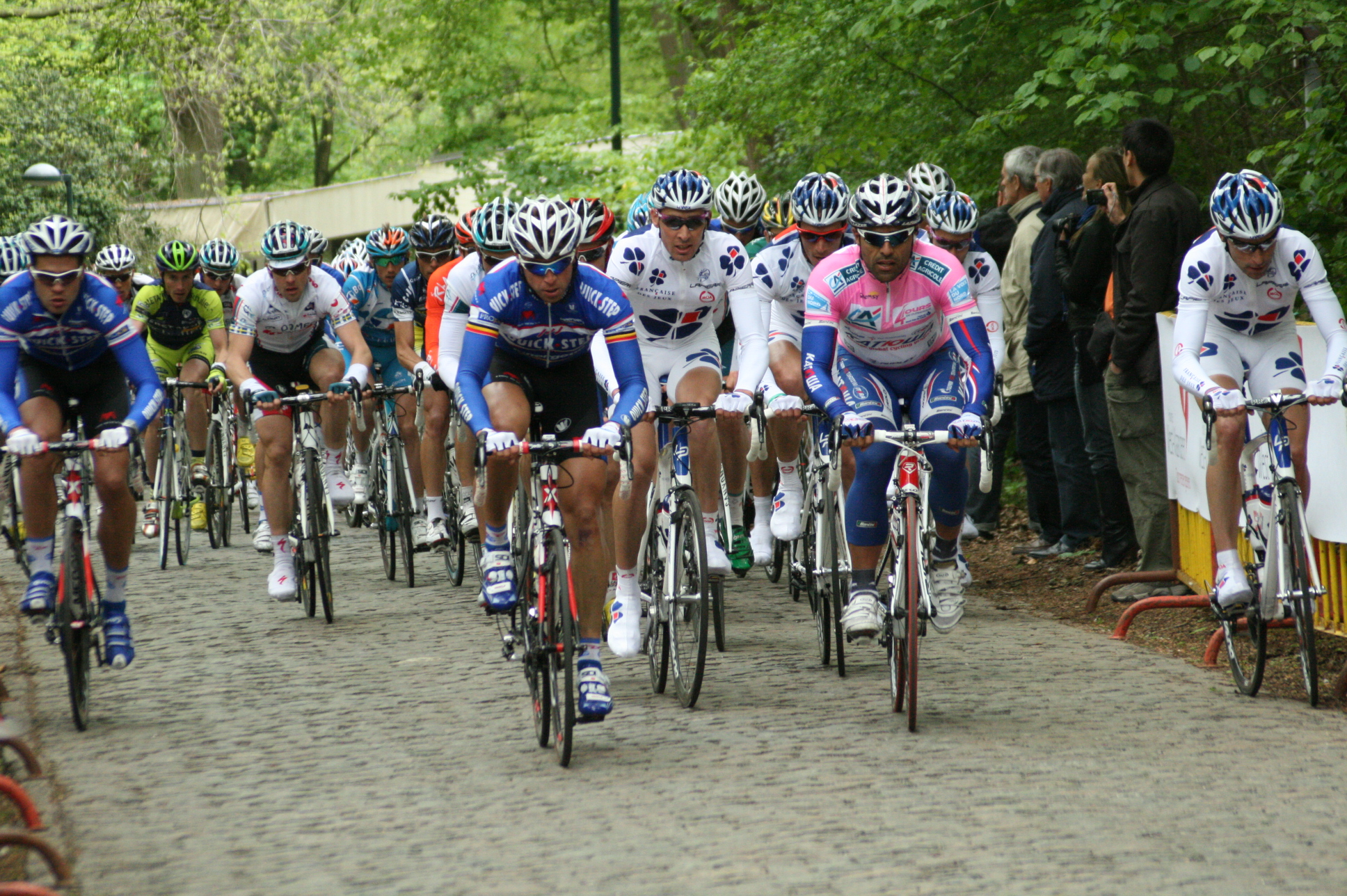
Le Mont Kemmel est l'un des seuls sites pavés de la course.

### Pavés
Bien que les médias classent généralement Gand-Wevelgem dans la catégorie des classiques pavées, le parcours ne comporte en réalité que très peu de sections de routes pavées. Seuls le Mont Kemmel et les tronçons supérieurs du Mont Cassel sont pavés, totalisant un maximum possible de deux kilomètres de section pavée. Ce qui est nettement moins que les autres courses pavées de Flandre et du Nord de la France. De plus, il n'y a pas de sections plates de pavé et les deux montées pavées sont en excellent état, car elles font partie d'un réseau de circulation très fréquenté. Depuis 2017, le parcours emprunte des secteurs empierrés appelés plugstreets.

## Changements de parcours
La première course a lieu en 1934 sur un parcours tout plat depuis la Gare de Gand-Saint-Pierre à Gand jusqu'à Wevelgem. La deuxième édition en 1935 s'adresse aux Ardennes flamandes en Flandre orientale et comprend les ascensions du Kwaremont, Kluisberg et Tiegemberg. De 1936 à 1939, la course se court de Gand à Courtrai, suivie par des tours locaux, avec le Lauwberg comme principale difficulté.

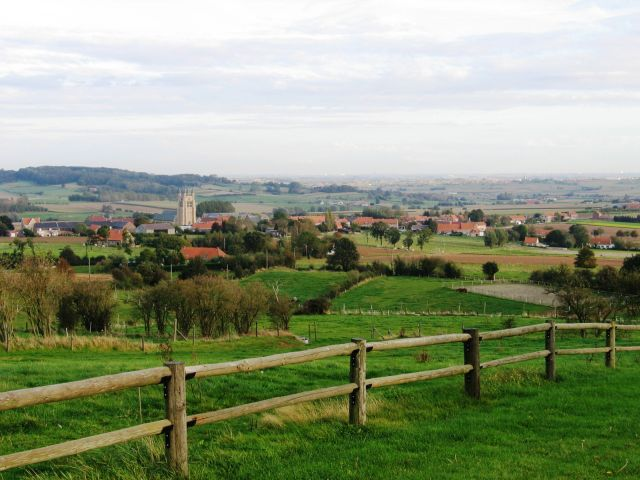
Depuis 1945, les collines de Heuvelland, dont le Mont Kemmel et le Rodeberg (en photo) sont au cœur du final.

Après la Seconde Guerre mondiale, Gand-Wevelgem devient une course professionnelle. Le parcours est modifié : il passe par les Ardennes flamandes et effectue une boucle dans le Heuvelland. Des prix sont disputés sur l'Edelareberg, le Hoppeberg, le Kwaremont, le mont Noir et le mont Rouge. Le parcours est identique en 1946 puis change en 1947 : il passe par la côte et le Heuvelland (mont Vidaigne, mont Rouge), de même en 1948.
De 1949 à 1954, la course visite de nouveau les Ardennes flamandes (Kruisberg, Kwaremont), suivies du Heuvelland (mont Rouge, mont Vidaigne, colline de Messines). En 1955, le mont de l'Enclus (Kluisberg) et le mont Kemmel font leur première apparition au parcours. La route sur le Mont Kemmel n'est alors pas encore pavée. En 1956, l'Eikenberg est également ajouté.

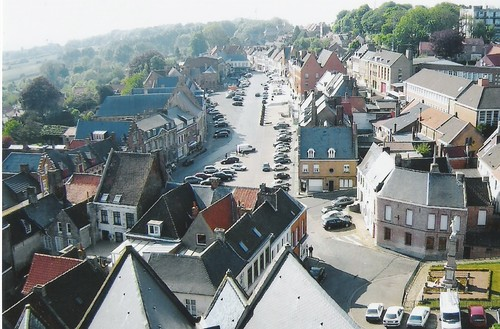
Le Mont Cassel, l'une des côtes de la Flandre française dans le Nord, est ajouté au parcours en 1957.

En 1957, le Trophée des Flandres est créé : le Circuit Het Volk et Gand-Wevelgem ont lieu le même week-end et sont l'occasion d'un prix commun. Comme le Circuit Het Volk se déroule essentiellement dans les Ardennes flamandes, Gand-Wevelgem n'y passe plus mais intègre à son parcours la Flandre française (mont Noir, mont des Cats, le mont des Récollets, le mont Cassel) avant le mont Kemmel. En 1958, les monts de Flandre française ne sont plus empruntés, le passage de la frontière occasionnant trop de démarches administratives. Après avoir longé la côte, la course passe seulement par le mont Rouge, le mont Vidaigne, et le mont Kemmel.
En 1960, l'organisation du Circuit Het Volk entre dans un tel conflit avec la Royale ligue vélocipédique belge à propos du calendrier de compétitions qu'elle annule sa course. C'est par conséquent la fin du Trophée des Flandres. En compensation, Gand-Wevelgem cumule les axes des deux courses : après le mur de Grammont, le Kwaremont, le mont de l'Enclus et le Tiegemberg dans les Ardennes flamandes, suivent le mont Vidaigne, le mont Kemmel et Messines. En 1961, Gand-Wevelgem fait partie d'une course par étapes de deux jours. La première étape est disputée d'Anvers à Gand, la deuxième de Gand à Wevelgem, en passant par quelques monts (mont Rouge, mont Vidaigne, mont Kemmel, Messines).
De 1962 à 1976, Gand-Wevelgem se dirige vers la côte puis passe par le Heuvelland, avec les monts Rouge, Vidaigne et Kemmel comme éléments récurrents, auxquels s'ajoutent parfois les Monteberg, Baneberg, Sulferberg, Goeberg, Suikerberg, les collines de Nieuwkerke, Geluveld, le Kraaiberg ou le Scherpenberg. De 1993 à 1995, les monts de Flandre française sont de nouveaux empruntés, puis abandonnés dès 1996 afin de préserver le parcours traditionnel. Les Ardennes flamandes ne sont plus visitées pour les mêmes raisons, et parce que les coureurs ne disputent vraiment la course que dans le Heuvelland.
Seule l'édition 1977 voit son parcours modifié : les Ardennes flamandes y figurent avec onze monts. Le Koppenberg, ajouté au Tour des Flandres l'année précédente, en fait partie, bien qu'appelé Steengat pour cette occasion. Suivent cinq ascensions dans le Heuvelland, dont deux passages au mont Kemmel. À partir de 1989, Gand-Wevelgem a lieu durant la semaine séparant le Tour des Flandres et Paris-Roubaix.
En 2005, la course intègre l'UCI ProTour, qui devient l'UCI World Tour en 2011. Cette année-là, il change de place au calendrier et a lieu le week-end précédant le Tour des Flandres. À la suite des lourds accidents de l'édition 2007, l'ascension du Mont Kemmel est rapprochéé du village de Kemmel, afin d'éviter la dangereuse descente pavée et les éventuels nouveaux accidents. En 2010, les collines franco-flamandes de Kasselberg, Scherpenberg, Katsberg et Berthen sont  réintroduites, avant de suivre la voie traditionnelle dans les collines de Heuvelland. Ces dernières années, la ville d'Ypres occupe une place importante dans le final de la course. Dans le cadre du centenaire du déclenchement de la Première Guerre mondiale, le peloton traverse le centre-ville et le laisse passer sous l'emblématique Porte de Menin, sans doute le monument le plus célèbre des Flanders Fields, avant de se diriger vers l'arrivée à Wevelgem.

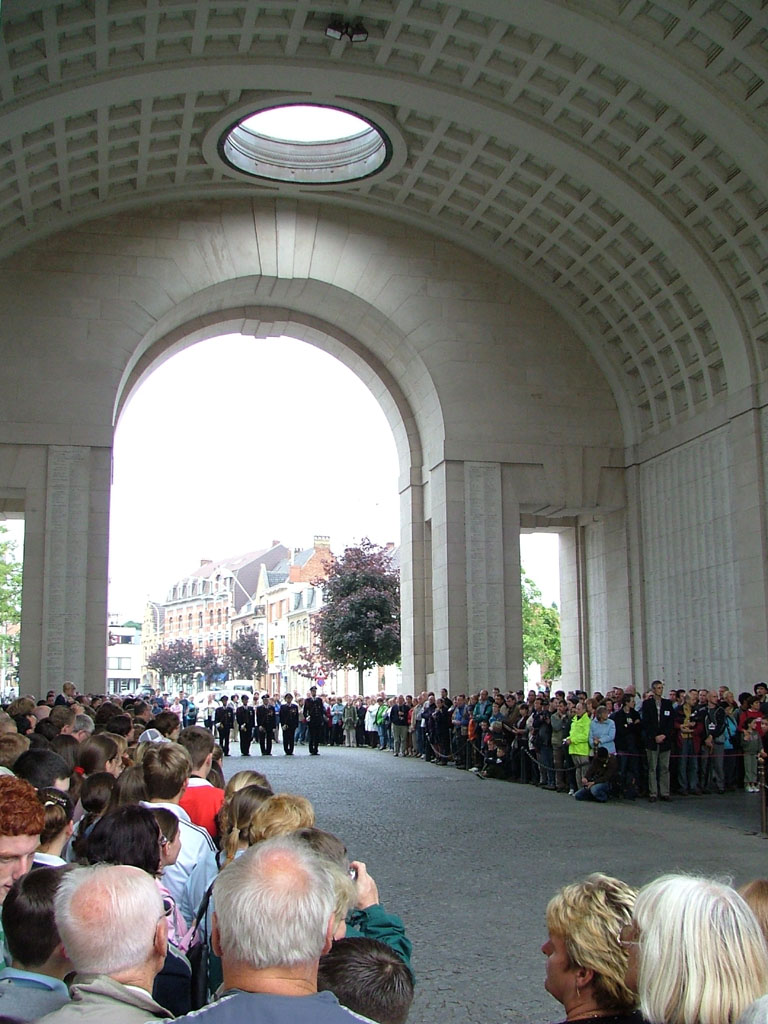
Depuis les dernières éditions, la Porte de Menin à Ypres occupe une place de choix dans le final de la course.

En 2017, les organisateurs ajoutent trois secteurs appelées « Plugstreets » à Ploegsteert Wood, des routes de gravier semi-pavées au Mémorial des disparus de Ploegsteert, pour commémorer la trêve de Noël de 1914. Les trois Plugstreets sont intégrés entre les deux ascensions du Kemmel, et font une distance totale de 5,2 kilomètres.
Depuis 2020, le départ est donné à Ypres. Le parcours ne passe plus ni en Flandre orientale, ni en France.

## Palmarès
| Année     | Vainqueur                                         | Deuxième                                          | Troisième                                         |
| --------- | ------------------------------------------------- | ------------------------------------------------- | ------------------------------------------------- |
| 1934      | Gustave Van Belle                                 | Maurice Vandenberghe                              | Jérôme Dufromont                                  |
| 1935      | Albert Depreitere                                 | Jérôme Dufromont                                  | Karel Catrysse                                    |
| 1936      | Robert Van Eenaeme                                | Joseph Somers                                     | Gaston Denys                                      |
| 1937      | Robert Van Eenaeme                                | Albert Ritserveldt                                | Andé Hallaert                                     |
| 1938      | Hubert Godaert                                    | Edmond Delathouwer                                | Gustave Van Cauwenberghe                          |
| 1939      | André Declerck                                    | Frans Van Hellemont                               | Albert Van Laecke                                 |
| 1940-1944 | Non disputé à cause de la Seconde Guerre mondiale | Non disputé à cause de la Seconde Guerre mondiale | Non disputé à cause de la Seconde Guerre mondiale |
| 1945      | Robert Van Eenaeme                                | Maurice Van Herzele (ca)                          | André Declerck                                    |
| 1946      | Ernest Sterckx                                    | Maurice Desimpelaere                              | Michel Remue                                      |
| 1947      | Maurice Desimpelaere                              | René Beyens                                       | Lucien Vlaemynck                                  |
| 1948      | Valère Ollivier                                   | Albert Ramon                                      | Hilaire Couvreur                                  |
| 1949      | Marcel Kint                                       | André Declerck                                    | Albert Decin                                      |
| 1950      | Albéric Schotte                                   | Albert Decin                                      | André Declerck                                    |
| 1951      | André Rosseel                                     | Raphaël Jonckheere                                | Lionel Van Brabant                                |
| 1952      | Raymond Impanis                                   | Maurice Blomme                                    | Alois De Hertog                                   |
| 1953      | Raymond Impanis                                   | Wim van Est                                       | Germain Derijcke                                  |
| 1954      | Rolf Graf                                         | Ferdi Kübler                                      | Ernest Sterckx                                    |
| 1955      | Albéric Schotte                                   | Désiré Keteleer                                   | Raymond Impanis                                   |
| 1956      | Rik Van Looy                                      | Richard Van Genechten                             | Désiré Keteleer                                   |
| 1957      | Rik Van Looy                                      | André Noyelle                                     | Lucien Mathys (nl)                                |
| 1958      | Noël Foré                                         | Rik Van Looy                                      | Alfred De Bruyne                                  |
| 1959      | Leon Van Daele                                    | Jos Hoevenaars                                    | Jacques Anquetil                                  |
| 1960      | Frans Aerenhouts                                  | Frans De Mulder                                   | Joseph Planckaert                                 |
| 1961      | Frans Aerenhouts                                  | Raymond Impanis                                   | Yvo Molenaers                                     |
| 1962      | Rik Van Looy                                      | Frans Schoubben                                   | Armand Desmet                                     |
| 1963      | Benoni Beheyt                                     | Tom Simpson                                       | Michel Van Aerde                                  |
| 1964      | Jacques Anquetil                                  | Yvo Molenaers                                     | Rik Van Looy                                      |
| 1965      | Noël De Pauw                                      | Bernard Van De Kerckhove                          | Gustaaf De Smet                                   |
| 1966      | Herman Van Springel                               | Noël Van Clooster                                 | Palle Lykke                                       |
| 1967      | Eddy Merckx                                       | Jan Janssen                                       | Edward Sels                                       |
| 1968      | Walter Godefroot                                  | Willy Van Neste                                   | Felice Gimondi                                    |
| 1969      | Willy Vekemans                                    | Roger De Vlaeminck                                | Eric De Vlaeminck                                 |
| 1970      | Eddy Merckx                                       | Willy Vekemans                                    | Walter Godefroot                                  |
| 1971      | Georges Pintens                                   | Roger De Vlaeminck                                | Gerben Karstens                                   |
| 1972      | Roger Swerts                                      | Felice Gimondi                                    | Eddy Merckx                                       |
| 1973      | Eddy Merckx                                       | Frans Verbeeck                                    | Walter Planckaert                                 |
| 1974      | Barry Hoban                                       | Eddy Merckx                                       | Roger De Vlaeminck                                |
| 1975      | Freddy Maertens                                   | Frans Verbeeck                                    | Rik Van Linden                                    |
| 1976      | Freddy Maertens                                   | Rik Van Linden                                    | Frans Verbeeck                                    |
| 1977      | Bernard Hinault                                   | Vittorio Algeri                                   | Piet van Katwijk                                  |
| 1978      | Ferdi Van Den Haute                               | Walter Planckaert                                 | Francesco Moser                                   |
| 1979      | Francesco Moser                                   | Roger De Vlaeminck                                | Jan Raas                                          |
| 1980      | Henk Lubberding                                   | Alfons De Wolf                                    | Piet van Katwijk                                  |
| 1981      | Jan Raas                                          | Roger De Vlaeminck                                | Alfons De Wolf                                    |
| 1982      | Frank Hoste                                       | Eddy Vanhaerens                                   | Alfons De Wolf                                    |
| 1983      | Leo van Vliet                                     | Jan Raas                                          | Frank Hoste                                       |
| 1984      | Guido Bontempi                                    | Eric Vanderaerden                                 | Pierino Gavazzi                                   |
| 1985      | Eric Vanderaerden                                 | Phil Anderson                                     | Rudy Dhaenens                                     |
| 1986      | Guido Bontempi                                    | Twan Poels                                        | Jean-Marie Wampers                                |
| 1987      | Teun van Vliet                                    | Etienne De Wilde                                  | Herman Frison                                     |
| 1988      | Sean Kelly                                        | Gianni Bugno                                      | Ron Kiefel                                        |
| 1989      | Gerrit Solleveld                                  | Sean Yates                                        | Rolf Sørensen                                     |
| 1990      | Herman Frison                                     | Johan Museeuw                                     | Franco Ballerini                                  |
| 1991      | Djamolidine Abdoujaparov                          | Mario Cipollini                                   | Olaf Ludwig                                       |
| 1992      | Mario Cipollini                                   | Johan Capiot                                      | Adriano Baffi                                     |
| 1993      | Mario Cipollini                                   | Eric Vanderaerden                                 | Djamolidine Abdoujaparov                          |
| 1994      | Wilfried Peeters                                  | Franco Ballerini                                  | Johan Museeuw                                     |
| 1995      | Lars Michaelsen                                   | Maurizio Fondriest                                | Luc Roosen                                        |
| 1996      | Tom Steels                                        | Giovanni Lombardi                                 | Johan Museeuw                                     |
| 1997      | Philippe Gaumont                                  | Andreï Tchmil                                     | Johan Capiot                                      |
| 1998      | Frank Vandenbroucke                               | Lars Michaelsen                                   | Nico Mattan                                       |
| 1999      | Tom Steels                                        | Zbigniew Spruch                                   | Tristan Hoffman                                   |
| 2000      | Geert Van Bondt                                   | Peter Van Petegem                                 | Johan Museeuw                                     |
| 2001      | George Hincapie                                   | Léon van Bon                                      | Steffen Wesemann                                  |
| 2002      | Mario Cipollini                                   | Fred Rodriguez                                    | George Hincapie                                   |
| 2003      | Andreas Klier                                     | Henk Vogels                                       | Tom Boonen                                        |
| 2004      | Tom Boonen                                        | Magnus Bäckstedt                                  | Jaan Kirsipuu                                     |
| 2005      | Nico Mattan                                       | Juan Antonio Flecha                               | Daniele Bennati                                   |
| 2006      | Thor Hushovd                                      | David Kopp                                        | Alessandro Petacchi                               |
| 2007      | Marcus Burghardt                                  | Roger Hammond                                     | Óscar Freire                                      |
| 2008      | Óscar Freire                                      | Aurélien Clerc                                    | Wouter Weylandt                                   |
| 2009      | Edvald Boasson Hagen                              | Aliaksandr Kuschynski                             | Matthew Goss                                      |
| 2010      | Bernhard Eisel                                    | Sep Vanmarcke                                     | Philippe Gilbert                                  |
| 2011      | Tom Boonen                                        | Daniele Bennati                                   | Tyler Farrar                                      |
| 2012      | Tom Boonen                                        | Peter Sagan                                       | Matti Breschel                                    |
| 2013      | Peter Sagan                                       | Borut Božič                                       | Greg Van Avermaet                                 |
| 2014      | John Degenkolb                                    | Arnaud Démare                                     | Peter Sagan                                       |
| 2015      | Luca Paolini                                      | Niki Terpstra                                     | Geraint Thomas                                    |
| 2016      | Peter Sagan                                       | Sep Vanmarcke                                     | Viatcheslav Kouznetsov                            |
| 2017      | Greg Van Avermaet                                 | Jens Keukeleire                                   | Peter Sagan                                       |
| 2018      | Peter Sagan                                       | Elia Viviani                                      | Arnaud Démare                                     |
| 2019      | Alexander Kristoff                                | John Degenkolb                                    | Oliver Naesen                                     |
| 2020      | Mads Pedersen                                     | Florian Sénéchal                                  | Matteo Trentin                                    |
| 2021      | Wout van Aert                                     | Giacomo Nizzolo                                   | Matteo Trentin                                    |
| 2022      | Biniam Girmay                                     | Christophe Laporte                                | Dries Van Gestel                                  |
| 2023      | Christophe Laporte                                | Wout van Aert                                     | Sep Vanmarcke                                     |
| 2024      | Mads Pedersen                                     | Mathieu van der Poel                              | Jordi Meeus                                       |
| 2025      | Mads Pedersen                                     | Tim Merlier                                       | Jonathan Milan                                    |

## Vainqueurs multiples
Mise à jour après l'édition 2025.
| Nombre de victoires | Coureur            | Nationalité | Années           |
| ------------------- | ------------------ | ----------- | ---------------- |
| 3                   | Robert Van Eenaeme | Belgique    | 1936, 1937, 1945 |
| 3                   | Rik Van Looy       | Belgique    | 1956, 1957, 1962 |
| 3                   | Eddy Merckx        | Belgique    | 1967, 1970, 1973 |
| 3                   | Mario Cipollini    | Italie      | 1992, 1993, 2002 |
| 3                   | Tom Boonen         | Belgique    | 2004, 2011, 2012 |
| 3                   | Peter Sagan        | Slovaquie   | 2013, 2016, 2018 |
| 3                   | Mads Pedersen      | Danemark    | 2020, 2024, 2025 |
| 2                   | Raymond Impanis    | Belgique    | 1952, 1953       |
| 2                   | Briek Schotte      | Belgique    | 1950, 1955       |
| 2                   | Frans Aerenhouts   | Belgique    | 1960, 1961       |
| 2                   | Freddy Maertens    | Belgique    | 1975, 1976       |
| 2                   | Guido Bontempi     | Italie      | 1984, 1986       |
| 2                   | Tom Steels         | Belgique    | 1996, 1999       |

## Victoires par pays
Mise à jour après l'édition 2025.
| #  | Pays             | Victoires |
| -- | ---------------- | --------- |
| 1. | Belgique         | 50        |
| 2. | Italie           | 7         |
| 3. | Pays-Bas         | 5         |
| 4. | France           | 4         |
| 4. | Danemark         | 4         |
| 6. | Allemagne        | 3         |
| 6. | Norvège          | 3         |
| 6. | Slovaquie        | 3         |
| 9. | Autriche         | 1         |
| 9. | Érythrée         | 1         |
| 9. | Espagne          | 1         |
| 9. | États-Unis       | 1         |
| 9. | Royaume-Uni      | 1         |
| 9. | Irlande          | 1         |
| 9. | Suisse           | 1         |
| 9. | Union soviétique | 1         |

## Variantes
Depuis 2012, il existe le Gand-Wevelgem féminin, qui se court le même jour de la course, sur un parcours d'environ 120 kilomètres. La course d'abord classée en 1.2, intègre en 2016 l'UCI World Tour féminin.
En 2016, les organisateurs ajoutent cinq nouvelles épreuves, soit un total de sept courses disputées le même jour :
- une compétition masculine juniors (moins de 19 ans), le Gand-Wevelgem/Grand Prix André Noyelle-Ieper, qui fait partie de la Coupe des Nations juniors ;
- une compétition féminine juniors (moins de 19 ans), Gand-Wevelgem juniors, qui fait partie de la Coupe des Nations féminine juniors ;
- une compétition masculine espoirs (moins de 23 ans), Gand-Wevelgem/Kattekoers-Ieper, qui fait partie de la Coupe des Nations espoirs ;
- une compétition pour les débutants garçons (moins de 17 ans), qui fait partie de la Coupe de Belgique ;
- une compétition pour les débutantes filles (moins de 17 ans), qui fait partie de la Coupe de Belgique.